# ۸۶۱ (قمری)
۸۶۱ (قمری) هشتصد و شصت و یکمین سال در گاه‌شماری هجری قمری است. اول محرم این سال برابر با هشتم دسامبر، سال ۱۴۵۶ میلادی است.